# Regent University

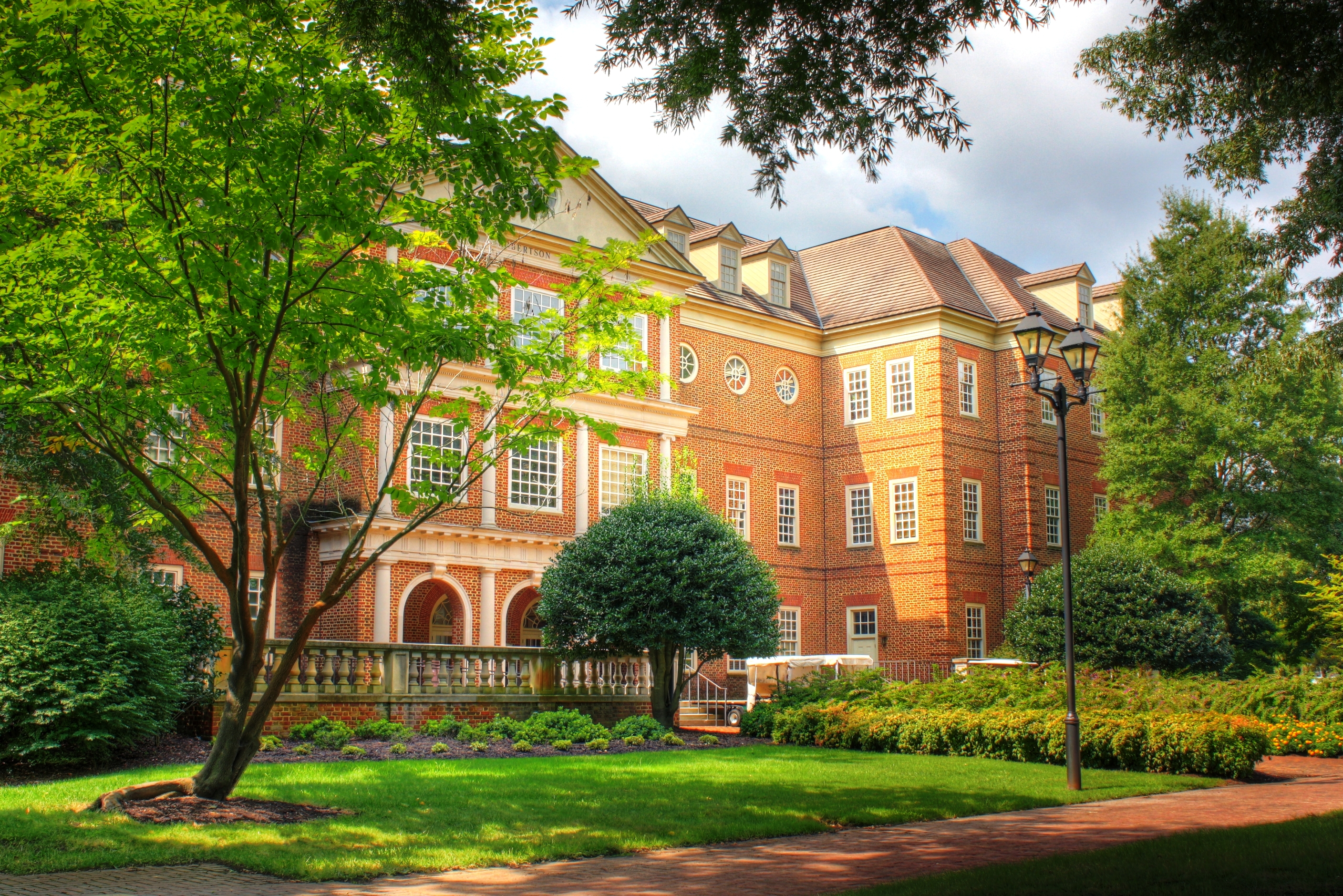
Regent University, Robertson Hall

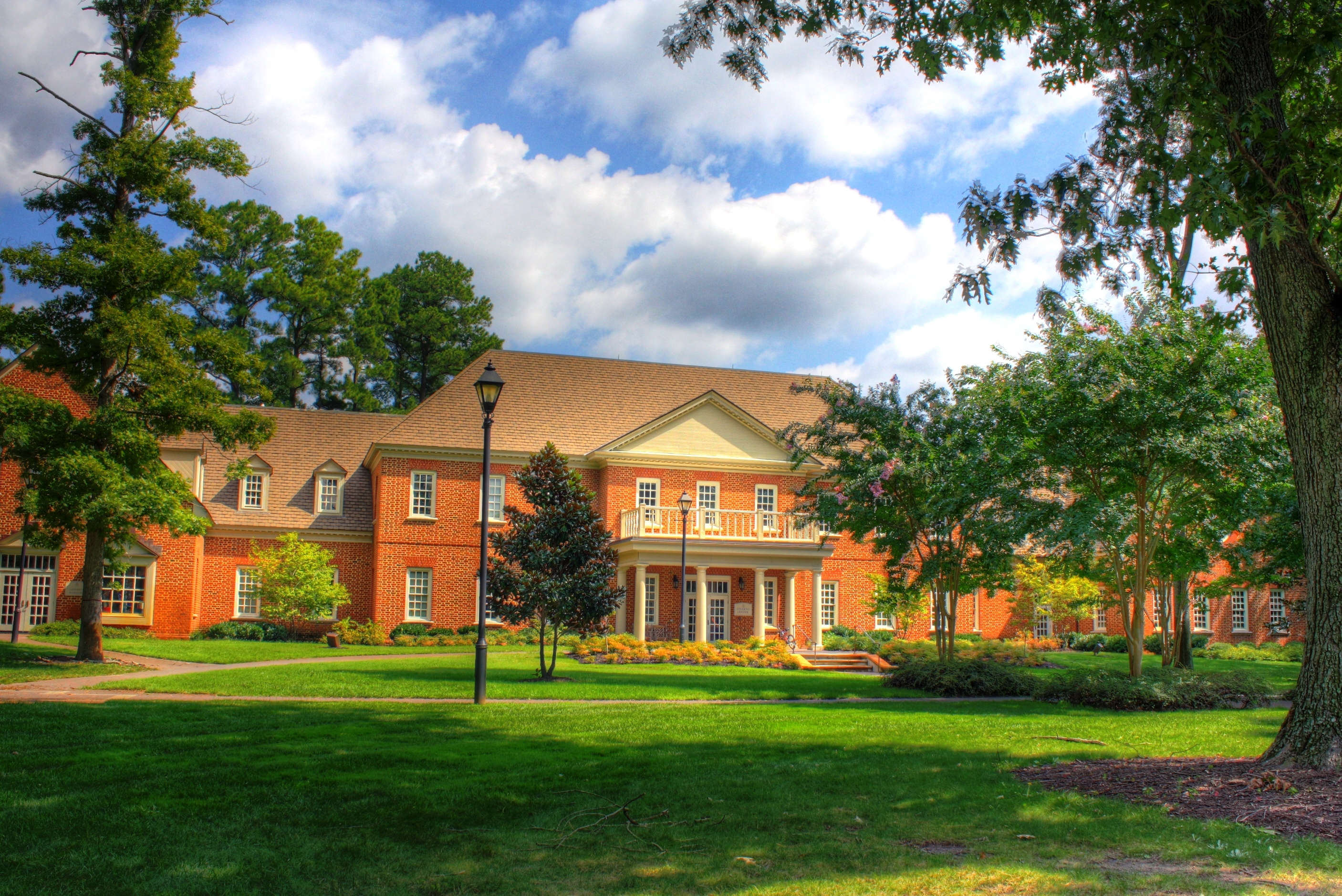
Regent University, Studentencenter

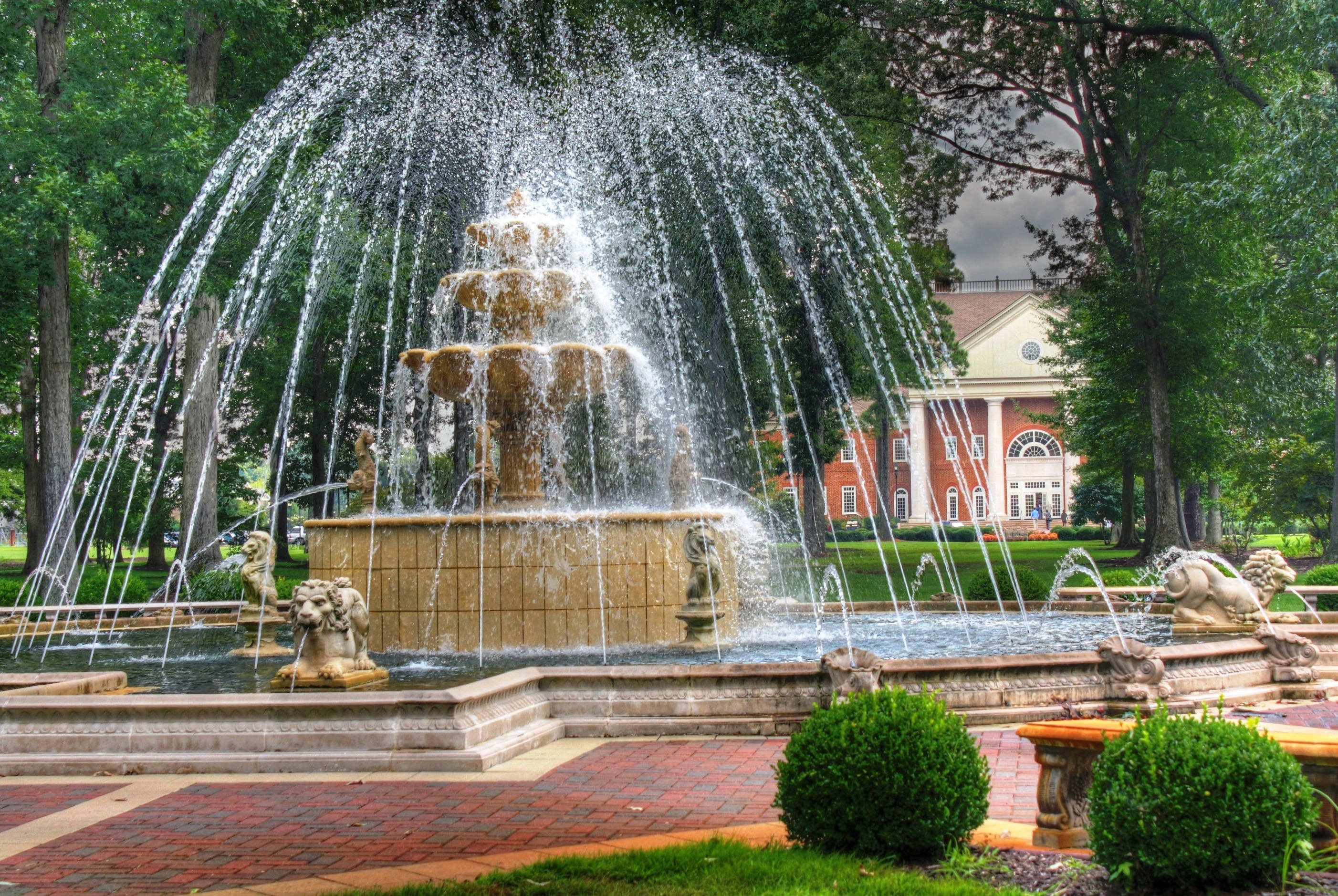
Regent University, Parkfontäne

Regent University ist eine US-amerikanische evangelikale Universität, deren Hauptcampus sich in Virginia Beach befindet. Ein weiterer Campus liegt in Alexandria im Norden Virginias.
Die Universität wurde 1977 durch den konservativ-evangelikalen Prediger, Unternehmer und Politiker Pat Robertson unter dem Namen CBN University gegründet. Im folgenden Jahr begann der Universitätsbetrieb mit 77 Studenten. Robertson war bis zu seinem Tod 2023 Kanzler der Universität.
Regent verleiht akademische Grade sowohl an Studierende, die vor Ort studieren, als auch mittels Fernstudium. Einzig der Juris Doctor kann nur vor Ort erworben werden. 2023 stammen die über 27000 Absolventen aus 50 US-Staaten, 88 Ländern und 38 Konfessionen.

## Geschichte
1977 nahm die Vision des Predigers, Unternehmers und Politikers Pat Robertson unter dem Namen CBN University auf dem 70 Acres großen Campus in Virginia Beach erste Formen an. Er wollte eine gute berufliche Ausbildung anbieten und die Studenten für ihre Aufgaben in der Geschäftswelt geistlich befähigen. 77 Studenten begannen das Studium. Ein Jahr später starteten im September die Studien der Geisteswissenschaften und Kommunikation. Im Mai 1980 wurde ein erstes Bürogebäude fertiggestellt, erste Studenten schlossen ihre Studien ab und die Abteilung Pädagogik wurde eröffnet. 1982 wurden eine Bibliothek erbaut und die Abteilungen Wirtschaft und Theologie eingerichtet. Ein Jahr später wurde die Robertson School of Government gegründet. 1984 erhielt die Universität die Akkreditierung der Southern Association of Colleges and Schools (SACS). 1986 wurde eine Abteilung für Recht und 1988 Psychologie und Beratung ins Leben gerufen.
1990 wurde die Universität in Regent University umbenannt, 1995 eine Zweigniederlassung in Washington (D.C.) eröffnet. Bereits 1997 wurde an der Abteilung Leadership ein erstes Online-Masterstudium in Organisation und Führung angeboten. 2002 wurde ein Communication & Performing Arts Center mit moderner Kommunikationstechnologie eingerichtet. 2006 wurden die School of Leadership Studies und School of Business in die School of Global Leadership & Entrepreneurship überführt. 2012 wurde die School of Undergraduate Studies in ein College of Arts & Sciences umgewandelt, die School of Global Leadership & Entrepreneurship wurde zur School of Business & Leadership. Ab 2014 ermöglichten neue Laborbauten Studiengänge in Biophysical Sciences. 2017 wurde ein College für Gesundheit und Krankenpflege angegliedert, im Jahr darauf konnten erste Abschlüsse vergeben werden. Im Jahr 2018 zählte Regent University 10.480 Studenten.
Im Jahr 2021 wurde Michele Bachmann zur Dekanin der Robertson School of Government ernannt.

## Ansehen der Regent University

### Rankings
Die Princeton Review listete die Universität im Jahr 2005 an siebter Stelle im Land hinsichtlich der Lebensqualität und bewertete die Universität zudem als die konservativste Hochschule in den Vereinigten Staaten.
Regent University weist auf ihrer Website selbst verschiedene Rankings aus, insbesondere solche, bei denen sie gut abgeschnitten hatten. Im Jahr 2020 war sie nach Study.com die beste Ausbildungsstätte für Online-Ausbildungsprogramme, ebenso war sie 2021 gemäß BibleCollegeOnline das beste Online Christian College in Amerika, und 2022 hatte sie nach Fortune das beste MBA-Programm. YourLocalSecurity bezeichnete Regent im Jahr 2021 als sicherstes College in Virginia und an 13. Stelle in den USA.
Bei U.S. News landete Regent University im Jahr 2022 auf Platz 299 von 443 nationalen Universitäten, bezüglich Social Mobility erhielt sie Rang 56 und der Score betrug 43 von 100.

### Rücktritte von Professoren an der Abteilung Psychologie und Beratung
Im Juni 2006 beendeten fünf von elf Fakultätsmitgliedern an der School of Psychology and Counseling ihre Arbeit. Bereits in den Jahren davor waren verstärkt Professoren weggegangen. Zu den verbleibenden Professoren gehört unter anderem Mark A. Yarhouse. Nach einem Artikel der Tageszeitung Virginia-Pilot gaben Studenten und Professoren an, dass an dieser Fakultät Bestrafungen für bestimmte Äußerungen der Moralvorstellung erfolgten. Einzelne gegangene Professoren sprachen von einem Klima der Angst und Einschüchterung, einem toxischen Umfeld und von einem Klima, welches christliche Werte unterlaufe statt sie zu fördern. Unter den Studenten kursierte eine Petition, in der Praktiken und Verhalten der Dekanin Rosemarie Scotti Hughes und der Seelsorgeprogramm-Leiterin Rosemary Thompson kritisiert wurden.
Im Dezember 2007 bot Schuldekanin Hughes eine Vermittlung an und sagte den Studenten eine Versammlung zu, was bei manchen Studenten auf Enttäuschung stieß, da von diesen mehr Veränderungen an der School of Psychology and Counseling gefordert wurde. Hughes hingegen erklärte, dass keine darüber hinausgehenden Maßnahmen erfolgen würden.